# Корте-Бруньятелла
Корте-Бруньятелла (італ. Corte Brugnatella) — муніципалітет в Італії, у регіоні Емілія-Романья,  провінція П'яченца.
Корте-Бруньятелла розташоване на відстані близько 410 км на північний захід від Рима, 160 км на захід від Болоньї, 45 км на південний захід від П'яченци.
Населення — 610 осіб (2014).
Щорічний фестиваль відбувається 19 березня. Покровитель — San Giuseppe.

## Демографія
Населення за роками:

Станом на 1 січня 2023 року в муніципалітеті офіційно проживали 22 іноземці з 6 країн, серед них 12 громадян країн Євросоюзу та 4 громадяни України.

## Сусідні муніципалітети
- Боббіо
- Бралло-ді-Прегола
- Чериньяле
- Колі
- Феррієре